# Souk El Kmach

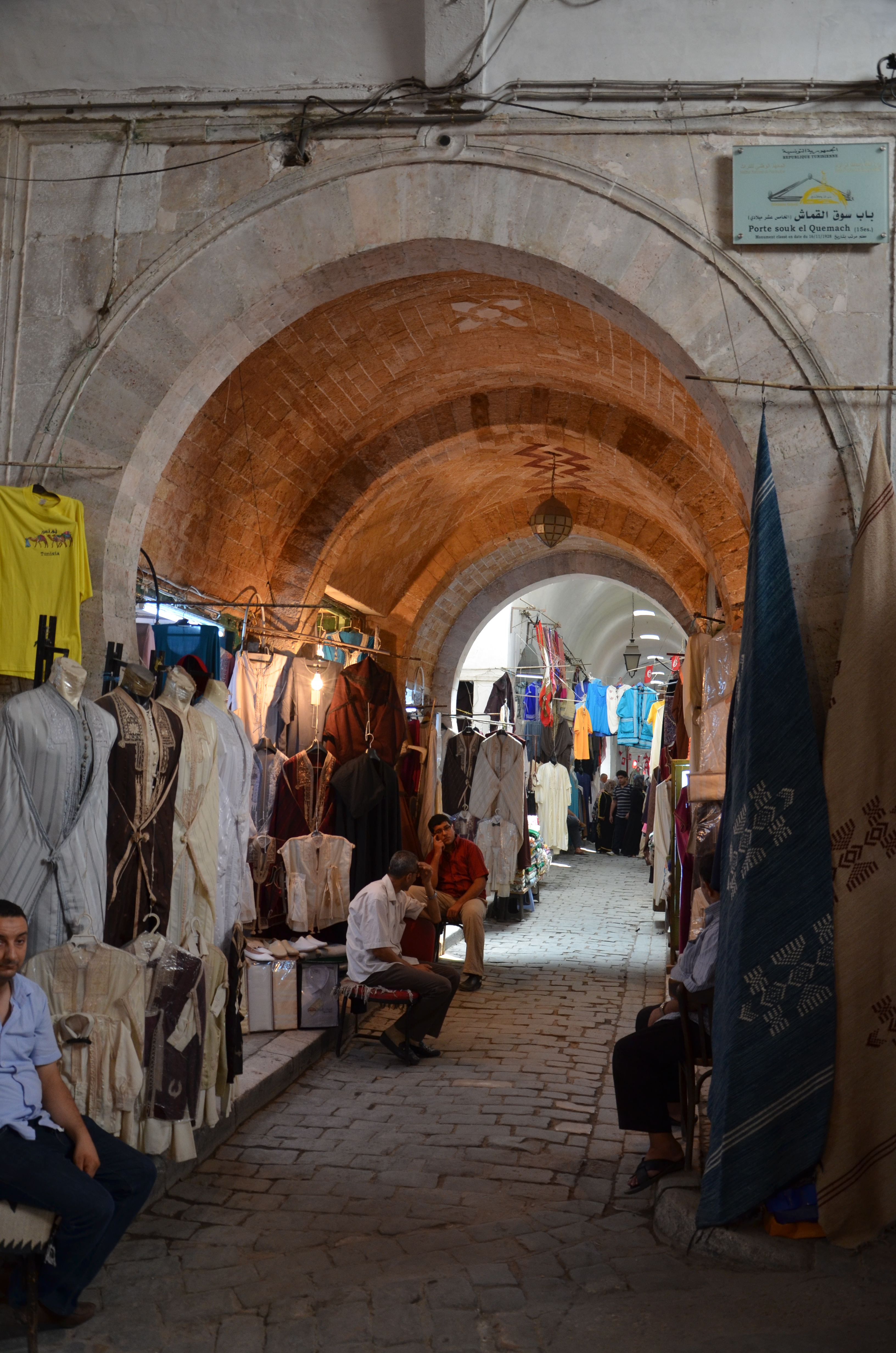
Porte du souk El Kmach

Le souk El Kmach (arabe : سوق القماش) ou souk des Étoffes est l'un des souks de la médina de Tunis. Il est spécialisé dans la vente des étoffes et tissus, qu'ils soient de fabrication tunisienne ou importés comme certains produits de luxe tels la soie ou le lin.

## Histoire
Le souk est édifié par le sultan hafside Abou Amr Uthman au XVe siècle à la place d'un ancien souk.

## Localisation

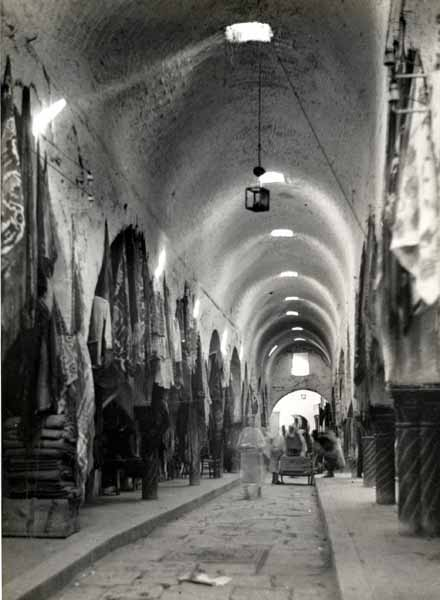
Vue ancienne du souk

Il longe la façade occidentale de la mosquée Zitouna, à laquelle il donne accès par trois portes. Il est délimité par le souk El Trouk, le souk El Leffa et le souk El Nissa.
Deux portes permettent d'y accéder : celle du souk El Attarine est caractérisée par deux colonnes à chapiteaux hispano-maghrébins.

## Description
Le souk s'articule autour de trois allées séparées par deux rangées de colonnes, celle du centre servant à la circulation alors que les boutiques donnent sur les allées latérales.
Couvert de berceaux longitudinaux, la lumière y entre par des lanterneaux situés sur la voûte centrale. Le même système éclairait les boutiques avant l'arrivée de faux plafonds, de mezzanines et de l'électricité.
Parmi les monuments situés dans ce souk se trouvent la médersa Mouradiyya et la zaouïa où est enterré le savant Ibn Asfour.